# Mauricio Victorino
Mauricio Bernardo Victorino Dansilio (Montevideo, 11 de octubre de 1982) es un exfutbolista uruguayo que jugaba como defensa central. Es sobrino del exfutbolista Waldemar Victorino.

## Trayectoria

### Carrera en Uruguay y su fugaz paso por México
Comenzó su carrera en las divisiones juveniles del club Progreso, pasando luego a Nacional, dónde tiempo atrás había brillado su tío Waldemar Victorino. Debutó en Primera división en el Club Plaza Colonia de Deportes de la ciudad Colonia del Sacramento de Uruguay cedido a préstamo desde Nacional, luego vuelve para estar la temporada 2005-06 en Nacional realizando una buena campaña. Es fichado por el Veracruz de México en donde permanece hasta el primer semestre de 2007 cuando vuelve a Nacional, en donde siendo titular obtiene el Campeonato uruguayo 2008-09. Además realizó buenas actuaciones en la Copa Libertadores 2009 donde Nacional logró llegar hasta las semifinales.

### Universidad de Chile
Estas últimas actuaciones hicieron que el técnico de la Universidad de Chile, José Horacio Basualdo, lo pidiera de cara al Torneo de Clausura 2009 de Chile y la Copa Sudamericana 2009. Victorino firmó un contrato por cuatro años con revisión al cabo del segundo año, la "U" canceló US$ 850 mil por la totalidad de su pase llegando a un acuerdo con el jugador y al mismo tiempo este rechazando ofertas de Argentina, Brasil, e Italia; justificando el representante de este, Waldemar Victorino, que en Chile iba a tener más tranquilidad y estabilidad económica que en el resto de Sudamérica, luego cuando llegó a Chile el 1 de agosto como estaba planeado declaró a los medios de prensa: "Estoy muy conforme con todo. Llego a un cuadro grande que debe ser bicampeón y ahora viene el desafío de la Sudamericana que es algo muy lindo para los jugadores", cabe señalar como dato menor que Victorino es el jugador mejor pagado en el fútbol chileno.
Debutó por la Universidad de Chile el miércoles 4 de agosto de 2009, siendo titular y mostrando un gran nivel contra el Deportivo Cali por la Copa Sudamericana 2009, donde la U Ganó 2-1.
El miércoles 30 de septiembre Universidad de Chile enfrentó el compromiso de vuelta contra Internacional de Porto Alegre, el actual campeón de la Copa Sudamericana en donde Victorino salvó en varias ocasiones el arco universitario que eliminaría en ese partido al Internacional.
Posteriormente U. de Chile fue eliminado en cuartos de final por Fluminense, a esto se sumaría una serie de malos resultados en el campeonato local, entre ellas las dolorosas derrotas contra sus clásicos rivales, que dejaron a la "U" fuera de los playoff, lo que derivó en la salida del técnico José Basualdo.
En su reemplazo se contrató al entrenador uruguayo Gerardo Pelusso. A partir de 2010 con Pelusso al mando la U ha destacado tanto en plano local como internacional, con Victorino como pieza fundamental ganándose apodos como "El Patrón de la Defensa" o "El Espartano" por la hinchada de "Los de Abajo", barra oficial del club, y aportando 2 goles en Copa Libertadores, donde el cuadro azul quedaría en semifinales.

### Selección nacional
Fue citado por primera vez para dos amistosos ante Venezuela jugados en Maracaibo y Montevideo. Su primer partido oficial por la selección uruguaya fue el encuentro de ida del repechaje para la Copa del Mundo de 2010 contra la selección de Costa Rica, jugado en San José. Luego de esto, fue convocado para el Mundial de 2010 en la que jugó 5 partidos y en la que Uruguay terminó cuarto.
En 2011 participó en la Copa América celebrada en Argentina, competencia que a posterior la selección uruguaya ganaría (por décima quinta vez en su historia).
Su última nominación por la Selección de Fútbol de Uruguay se produjo el 14 de junio de 2016 en la Copa América Centenario 2016 en la victoria por 3-0 ante Jamaica. No disputó ningún partido de la Copa América, todos los vio en el banco de suplentes.

## Partidos
Disputó un total de 18 partidos con la selección uruguaya, de los cuales ganó 8 (44,4%), empató 6 (33,3%) y perdió los restantes 4 (22,2%), siendo titular en 15 ocasiones mientras que entró desde el banco en tres.
| Partidos | Partidos      | Partidos                | Partidos                 | Partidos                   | Partidos                                        | Partidos | Partidos | Partidos                 | Partidos                 | Partidos                                                                                             |
| N.º      | Rival         | Resultado               | Fecha                    | Lugar                      | Competencia                                     | Goles    | Obs.     | Cambio                   | DT                       | Ref.                                                                                                 |
| -------- | ------------- | ----------------------- | ------------------------ | -------------------------- | ----------------------------------------------- | -------- | -------- | ------------------------ | ------------------------ | --- |
| 1        | Venezuela     | 0:1 (0:0)               | 27 de septiembre de 2006 | Maracaibo · Venezuela      | Amistoso                                        | -        | -        | -                        | Óscar Washington Tabárez | Ref.                                                                                                 |
| 2        | Venezuela     | 4:1 (2:0)               | 18 de octubre de 2006    | Montevideo · Uruguay       | Amistoso                                        | -        | -        | -                        | Óscar Washington Tabárez | Ref.                                                                                                 |
| 3        | Costa Rica    | 1:0 (1:0)               | 14 de noviembre de 2009  | San José · Costa Rica      | Repechaje Copa Mundial de Fútbol de 2010        | -        | 33'      | -                        | Óscar Washington Tabárez | 3 |
| 4        | Costa Rica    | 1:1 (0:0)               | 18 de noviembre de 2009  | Montevideo · Uruguay       | Repechaje Copa Mundial de Fútbol de 2010        | -        | -        | 72' por Andrés Scotti    | Óscar Washington Tabárez | 4 |
| 5        | Francia       | 0:0                     | 11 de junio de 2010      | Ciudad del Cabo Sudáfrica  | Grupo A Copa Mundial de Fútbol de 2010          | -        | 59'      | -                        | Óscar Washington Tabárez | 5 |
| 6        | México        | 1:0 (1:0)               | 22 de junio de 2010      | Rustenburg Sudáfrica       | Grupo A Copa Mundial de Fútbol de 2010          | -        | -        | -                        | Óscar Washington Tabárez | 6 |
| 7        | Corea del Sur | 2-1 (1:0)               | 26 de junio de 2010      | Puerto Elizabeth Sudáfrica | Octavos de final Copa Mundial de Fútbol de 2010 | -        | -        | 46' por Diego Godín      | Óscar Washington Tabárez | 7 |
| 8        | Ghana         | 1:1 (1:1, 0:1) 4:2 pen. | 2 de julio de 2010       | Johannesburgo Sudáfrica    | Cuartos de final Copa Mundial de Fútbol de 2010 | -        | -        | -                        | Óscar Washington Tabárez | 8 |
| 9        | Países Bajos  | 2:3 (1:1)               | 6 de julio de 2010       | Ciudad del Cabo Sudáfrica  | Semifinales Copa Mundial de Fútbol de 2010      | -        | -        | -                        | Óscar Washington Tabárez | 9 |
| 10       | Angola        | 2:0 (0:0)               | 11 de agosto de 2010     | Lisboa Portugal            | Amistoso                                        | -        | -        | -                        | Juan Verzeri             | 10                                                                                                   |
| 11       | Indonesia     | 7:1 (2:1)               | 8 de octubre de 2010     | Yakarta Indonesia          | Amistoso                                        | -        | -        | 60' por Martín Cáceres   | Juan Verzeri             | 11                                                                                                   |
| 12       | China         | 4:0 (0:0)               | 12 de octubre de 2010    | Wuhan China                | Amistoso                                        | -        | -        | 68' por Diego Lugano     | Óscar Washington Tabárez | 12                                                                                                   |
| 13       | Chile         | 0:2 (0:1)               | 17 de noviembre de 2010  | Santiago · Chile           | Amistoso                                        | -        | -        | -                        | Óscar Washington Tabárez | 13                                                                                                   |
| 14       | Estonia       | 0:2 (0:0)               | 25 de marzo de 2011      | Tallin Estonia             | Amistoso                                        | -        | -        | -                        | Óscar Washington Tabárez | 14                                                                                                   |
| 15       | Países Bajos  | 1:1 (0:0)               | 8 de junio de 2011       | Montevideo · Uruguay       | Amistoso                                        | -        | -        | 79' por Diego Lugano     | Óscar Washington Tabárez | 15                                                                                                   |
| 16       | Estonia       | 3:0 (1:0)               | 23 de junio de 2011      | Rivera · Uruguay           | Amistoso                                        | -        | -        | 60' por Sebastián Coates | Óscar Washington Tabárez | 16                                                                                                   |
| 17       | Perú          | 1:1 (1:1)               | 4 de julio de 2011       | San Juan Argentina         | Grupo C Copa América 2011                       | -        | -        | -                        | Óscar Washington Tabárez | 17                                                                                                   |
| 18       | Argentina     | 1:1 (1:1, 1:1) 5:4 pen. | 16 de julio de 2011      | Santa Fe Argentina         | Cuartos de final Copa América 2011              | -        | -        | 19' por Andrés Scotti    | Óscar Washington Tabárez | 18 (enlace roto disponible en Internet Archive; véase el historial, la primera versión y la última). |

### Participaciones en Copas del Mundo
| Mundial                        | Sede      | Resultado    |
| ------------------------------ | --------- | ------------ |
| Copa Mundial de Fútbol de 2010 | Sudáfrica | Cuarto lugar |

### Participaciones en Copa América
| Copa América            | Sede           | Resultado      |
| ----------------------- | -------------- | -------------- |
| Copa América 2011       | Argentina      | Campeón        |
| Copa América Centenario | Estados Unidos | Fase de grupos |

## Clubes
| Club                         | País      | Año       |
| ---------------------------- | --------- | --------- |
| Nacional                     | Uruguay   | 2002-2006 |
| → Defensor Sporting (cedido) | Uruguay   | 2004      |
| Veracruz                     | México    | 2006-2007 |
| Nacional                     | Uruguay   | 2007-2009 |
| Universidad de Chile         | Chile     | 2009-2011 |
| Cruzeiro                     | Brasil    | 2011-2014 |
| → Palmeiras (cedido)         | Brasil    | 2014      |
| Independiente                | Argentina | 2015      |
| Nacional                     | Uruguay   | 2016      |
| Cerro Porteño                | Paraguay  | 2017-2018 |
| Millonarios                  | Colombia  | 2019-2021 |

### Títulos nacionales
| Título                       | Club                 | País     | Año     |
| ---------------------------- | -------------------- | -------- | ------- |
| Campeonato Uruguayo          | Nacional             | Uruguay  | 2002    |
| Torneo Apertura              | Nacional             | Uruguay  | 2002    |
| Torneo Apertura              | Nacional             | Uruguay  | 2003    |
| Torneo Apertura              | Nacional             | Uruguay  | 2004    |
| Campeonato Uruguayo          | Nacional             | Uruguay  | 2005    |
| Campeonato Uruguayo          | Nacional             | Uruguay  | 2005-06 |
| Liguilla Pre-Libertadores    | Nacional             | Uruguay  | 2007    |
| Liguilla Pre-Libertadores    | Nacional             | Uruguay  | 2008    |
| Campeonato Uruguayo          | Nacional             | Uruguay  | 2008-09 |
| Torneo Apertura              | Nacional             | Uruguay  | 2009    |
| Torneo Apertura              | Universidad de Chile | Chile    | 2011    |
| Serie A                      | Cruzeiro             | Brasil   | 2013    |
| Primera División de Uruguay  | Nacional             | Uruguay  | 2016    |
| Primera División de Paraguay | Cerro Porteño        | Paraguay | 2017    |

### Copas internacionales
| Título       | Club                 | País      | Año  |
| ------------ | -------------------- | --------- | ---- |
| Copa América | Selección de Uruguay | Argentina | 2011 |

### Distinciones individuales
| Distinción                        | Año  |
| --------------------------------- | ---- |
| Parte del Equipo Ideal de la ANFP | 2010 |
| Parte del Equipo Ideal de América | 2010 |